# Yerres
Yerres [jɛʁ] ist eine französische Stadt mit 28.349 Einwohnern (Stand 1. Januar 2022) im Nordosten des Départements Essonne (an der Grenze zum Département Val-de-Marne) und liegt am gleichnamigen Fluss Yerres, in den hier der Réveillon einmündet.

## Geographie
Die Stadt grenzt an Crosne (im Osten), Montgeron (im Südwesten), Brunoy (im Süden), Villecresnes (Département Val-de-Marne, im Osten) und Limeil-Brévannes (im Norden). Yerres ist Teil des Großraumes Paris und von der Hauptstadt mit der Nahverkehrslinie RER D zu erreichen.
Yerres befindet sich auf einem Plateau, das durch das Yerres-Tal geteilt wird. Der niedrigste Punkt liegt 32 m über N.N., der höchste 116 m. An den Hängen wurde früher Wein angebaut, was in Straßennamen und im Stadtwappen festgehalten wird.

## Geschichte
Die Geschichte von Yerres wird bereits im 18. Jahrhundert in Fremdenführern erwähnt. Der Abbé Leboeuf hat 1883 mit seiner Geschichte der Diözese von Paris die wichtigste Grundlage gegeben, aber bis jetzt ist noch kein umfassendes Werk zur Geschichte Yerres verfügbar. Dabei hat die Stadt mit Baudenkmälern (die frühsten aus dem 12. Jahrhundert) und Parklandschaften (19. Jahrhundert) einiges zu bieten.

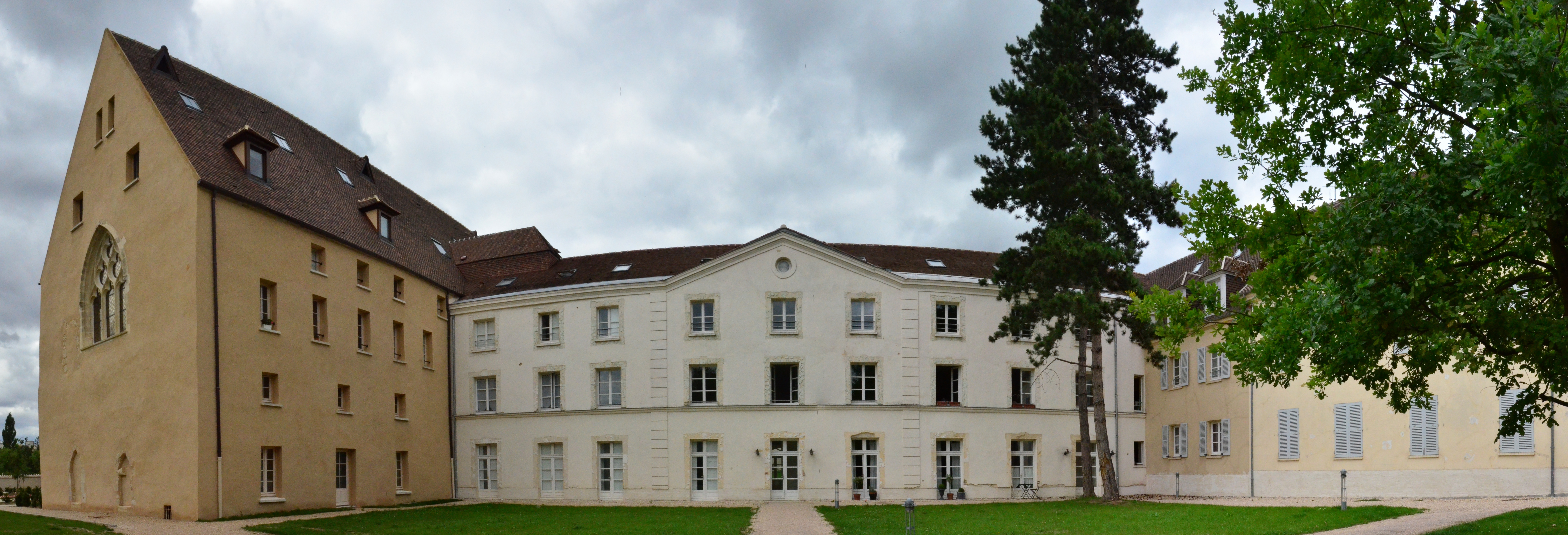
Abtei Notre-Dame d’Yerres

Die Geschichte des Dorfes beginnt mit der Gründung der Abtei Notre-Dame d’Yerres (zwischen 1120 und 1132), an der Stelle, wo der Bach Réveillon in die Yerres mündet. Bis zur Revolution leiteten 44 Benediktiner-Äbtissinnen die Abtei. 1130 ließ sich Guillaume de Hierra in einem Schloss, dessen Türme noch heute an der place du 11 novembre zu sehen sind, in Yerres nieder. Zwischen dem weltlichen Herrn und den Äbtissin entstand häufig Streit über Gerichtsbarkeit und Mühlenrechte.

## Persönlichkeiten
Im 15. und 16. Jahrhundert wurde die Familie Budé zu Herren von Yerres. Der berühmte Gelehrte Guillaume Budé war der Bruder des Herren von Yerres und besaß ein Haus unweit vom Schloss.
1642 gab der Herzog von Angoulème, Herr von Grosbois und Yerres, italienischen Mönchen ein Grundstück, auf das sie ein Kloster, les Camaldules, errichteten. Sie lebten nach der Regel von Sankt Benedikt und empfingen Gäste, um ihre Finanzen aufzubessern. Der berühmteste Gast war Franz II. Rákóczi (französisch François Rákoczy, ungarisch Rákóczi Ferenc, slowakisch František Rákoci), Held der ungarischen antihabsburgischen Aufstände. Er wohnte und verfasste dort von 1715 bis 1717 seine Memoiren (auf Französisch). Auf seinem Wunsch wurde nach seinem Tod sein Herz in einer Goldurne aufbewahrt, die im Mönchsfriedhof beigesetzt werden sollte. Es ist belegt, dass dies erfolgte, dennoch konnte die Urne später nie entdeckt werden. Nach der Französischen Revolution ereilte das Kloster das Los aller religiösen Einrichtungen. Die leicht gebauten Gebäude verfielen und hinterließen kaum Spuren.
Pierre Larousse, Verfasser eines bedeutenden Lexikons, besaß 1866 ein Haus auf dem Gelände des Concy-Klosters. Es wird gesagt, dass er täglich aus Paris nach Yerres kam um sein großes universales Lexikon des 19. Jahrhunderts (Grand Dictionnaire universel du XIXe siècle) zu vollenden.
1860 erwarb der Vater von Gustave Caillebotte ein am Yerres-Ufer gelegenes Gut, in dem der Künstler bis zum Verkauf des Gutes 1879 circa 80 Bilder malte. Die berühmtesten Werke des Impressionisten aus Yerres sind Portraits à la campagne, Baigneurs, Bords de l'Yerres, Canotiers ramant sur l'Yerres, Les orangers. Das malerische Gut aus dem 19. Jahrhundert ist als städtisches Museum und Park der Öffentlichkeit zugänglich (bemerkenswert sind, neben der Lage am Fluss, die vielen kleinen Fabriques-Gebäude, die den Park säumen).

## Sehenswürdigkeiten
Siehe auch: Liste der Monuments historiques in Yerres

### Kirche Saint-Honest

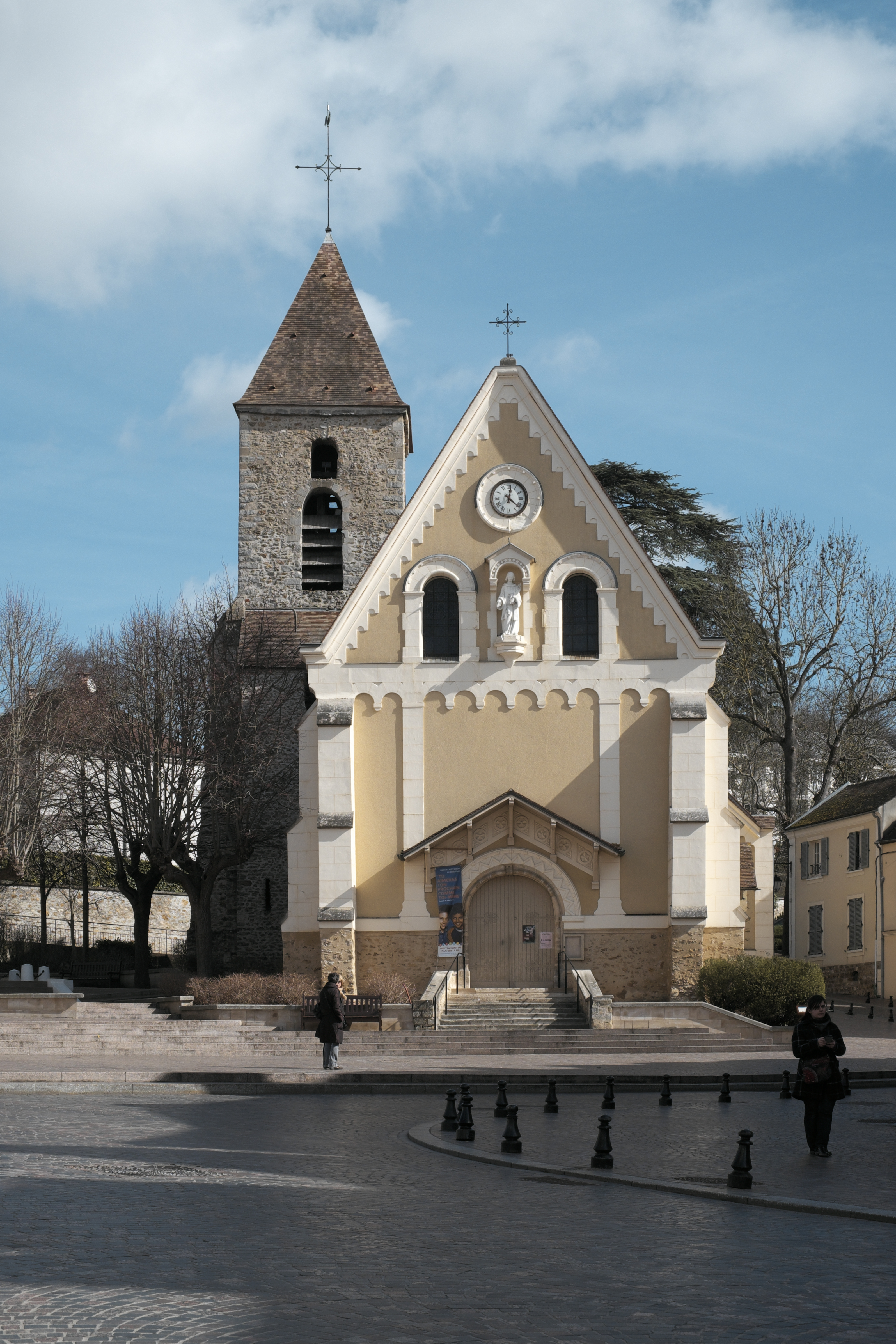
Kirche Saint-Honest

Die erste Kirchengemeinde in Yerres stammt vermutlich aus dem 12. Jahrhundert, ursprünglich stand eine Holzkirche an der Stelle des jetzigen Gotteshauses. Sie wurde im Laufe der Zeit verschiedenen Heiligen gewidmet: Saint Loup, Saint Vincent (Schutzheiliger der Winzer, früher gab es in Yerres viele Weinberge), Saint Fiacre und letztlich Saint Honest. Die heutige Kirche wurde laut dem Abbé Martin (1883) im 13. Jahrhundert errichtet und in folgenden Jahrhundert verändert. Sie beinhaltet eine sehr schöne vergoldete Holzkanzel und einige religiöse Kunstgegenstände.

## Städtepartnerschaften
Yerres pflegt seit 1966 eine Städtepartnerschaft mit der deutschen Stadt Mendig in Rheinland-Pfalz.